# Echenais nilios
Echenais nilios är en fjärilsart som beskrevs av Hans Ferdinand Emil Julius Stichel 1910. Echenais nilios ingår i släktet Echenais och familjen Riodinidae. Inga underarter finns listade i Catalogue of Life.